# Историја Златибора
Златибор преусмерава овде. За остала значења види Златибор (вишезначна одредница)
Историја Златибора обухвата период од праисторије и првих познатих становника, за које постоје материјални докази за њихово постојање, па све до данашњих дана.

## Златибор у праисторији
Златибор је био насељен још у праисторијско доба. Мале групе праисторијских људи налазиле су своја станишта у пећинама и густим шумама. Први познати становници Златибора били су Илири, односно њихова племена Партини и Аутаријати. По читавом Златибору оставили су своја гробља, за која у народу постоји предање да су грчка. У скоро свим златиборским селима налазе се остаци илирских гробаља. Најочуванији су у Кремнима, недалеко од Мисаиловића кућа, на једном ширем терену од Љубиша до Мушвета, и преко читавог Бранешког поља.
Осим гробаља, на Златибору постоје и остаци праисторијских насеља, тзв. градина. То су Чајетинска, Криворечка и Шљивовачка градина.
Чајетинска градина имала је велики значај у доба Римљана.
Криворечка градина је прилично ниска, а прилаз видљивим темељима некадашњих бедема је веома неприступачан. Утврђење, великих размера и облика неправилног круга, зидано је слагањем ситног камена.
На Шљивовачкој градини налазило се илирско утврђење лоцирано на овом усамљеном купастом брду чија је висина тек 900 метара. Због своје неприступачности, одличног прегледа, добре воде и плодног Бранешког поља, то је било идеално место за изградњу утврђења. Мања цитадела на самом врху градине, сада само у остацима, грађена је од ломљеног камена, а цели околни простор од подножја до врха утврђен је са три сува камена прстенаста зида који окружују градину.
Такође, верује се да и неки географски називи овог краја потичу од Илира, као што су Чигота, Негбина и Муртеница.
У IV и III веку пре нове ере, данашњу Србију и околне области населила су келтска племена из Галије. Она су се помешала са Илирима и створила илирско-келтска племена. Међутим, до данас није пронађен ниједан археолошки податак који би потврдио боравак Келта на Златибору.

## Златибор у доба Римљана
Римљани су се умешали у односе на источној обали Јадранског мора након Првог пунског рата, да би заштитили грчке колоније од великог притиска илирско-келтских племена. Освојене земље су припојене Римском царству, и ушле су у састав провинције Илирије, коју је касније заменила Далмација.
Римљани су се сукобили са Илирима и на Златибору. Током тих борби, овде су уништене многе знаменитости тог времена. Ипак, нова култура која је убрзо никла на овим просторима била је на далеко вишем ступњу од претходне.
Римљани су подигли нова утврђења и поправили већину старих илирских градина. Чајетинску градину, наследивши је од претходних племена, прилагодили су својим потребама. Око старе цитаделе квадратног облика, дужине и ширине по око седам метара, распознају се темељи бедема вешто прилагођених терену. Чајетинска градина је у доба Римљана служила као искључиво војно утврђење. Његова посада је штитила пут прокопан поред источне стране градине, који и данас служи за колски саобраћај.
Преко читавог Златибора Римљани су подигли мрежу нових путева и извршили поправку старих. Сви путеви су водили у – Малавико. Малавико је био један од важнијих центара римске провинције Далмације, а налазио се на подручју села Висибабе, у ближој околини Златибора.
Римљани су у овом крају оставили приличан број надгробних споменика, који већином датирају из II и III века. Највећи број споменика налази се у селу Кремнима.

## Златибор у Средњем веку

### Рани Средњи век
По новој административној подели Византије, која је извршена у IX веку, нестало је Далмације, а делови њене територије око Таре, Пиве, Лима, Ибра и Западне Мораве чинили су српску државу Рашку, у оквиру које се налазио и Златибор, мада није било познато како се називао.
Дошавши у овај крај, и Словени су, попут својих претходника, почели да подижу тврђаве. Верује се да се Дресник, град који византијски цар Константин Порфирогенит помиње у Рашкој, налазио на месту данашњег села Дрежника. У овом селу, које се налази на источној граници Златибора, нађена је словенска керамика и један средњовековни кључ. Словени су населили и стара утврђења овог краја, па су тако обновили Чајетинску и Шљивовачку градину.

### Златибор у склопу српске државе
Шездесетих година XII века Стефан Немања оснива самосталну српску државу и нову династију Немањића. У прво време, Златибор и Ужице су припадали жупану Страцимиру, а Немањиној држави су прикључени око 1180-те године. Када се 1282. године краљ Драгутин одрекао престола у корист свог брата Милутина, задржао је за себе северне крајеве државе, међу којима и Ужице, Ариље и Златибор. Од тих територија и од Мачванске бановине, коју је добио од угарског краља, краљ Драгутин је основао Сремску краљевину, која се после његове смрти није могла одржати, па је Златибор опет постао дио Рашке.
После смрти цара Душана, ови крајеви су се једно време налазили у поседу Војислава Војиновића, кога је након његове смрти заменио Никола Алтомановић, који је златиборско село Сјеништа поклонио манастиру Хиландару. Алтомановића су заједничким снагама победили босански бан Твртко Први Котроманић и кнез Моравске Србије, Лазар Хребељановић, а његову земљу су поделили међу собом. Том приликом је већи део Златибора припао српском кнезу, док су југозападни предели ушли у састав Босанске бановине, али непосредно пред Косовски бој и они су се нашли у саставу Лазареве Србије.
Златибор и Ужице су постали део Османског царства 1463. године, заједно са Босном. Када су заузели Ужице, Турци су истурили на златиборски плато једно јаче одељење своје војске које је свој положај осигурало дрвеном оградом, палисадом. То мјесто је добило име Палисад, и задржало га до данас, када је постало део Краљевих Вода.

### Рујно
У доба Стефана Немање, ови планински предјели (укључујући и читаву осталу ужичку околину) налазили су се у склопу административне области Стари Влах. Касније је Србија подељена на жупе, војне и управне јединице са жупанима на челу, при чему се Златибор нашао у оквиру жупе Рујно. Рујно је добило име по биљци рују која је расла по овом крају. Руј се користио за бојење коже и извозио се у Дубровник, а данас расте само по селима Семегњеву, Стублу и Увцу. Рујно је обухватало већи дио Златибора, изузев његове западне и јужне пределе.
За време турске владавине, жупа Рујно је и даље постојала као административна јединица, а била је део Смедеревског санџака, који је био део Румелијског беглербеглука. Јужни и западни делови Златибора били су део новопазарске области, која је била део Босанског санџака.
У овом периоду нека златиборска села припадала су кнежини племићке породице Бакића (данас у Јабланици живи фамилија Бакића која није у сродству са овим Бакићима, већ је досељена из Мораче почетком XVII века). Кнежина Бакића обухватала је територију која није била јединствена и сасвим повезана, а простирала се од Дрине преко Златибора до Чачка, обухватајући 64 села. И поред турских пустошења, ови крајеви су били доста насељени српским сточарским становништвом, што потврђује попис села кнежине Радована Бакића из 1476. године, у ком стоји да је Сирогојно тад имало 63 куће, а Рожанство 41, што је за ондашње прилике био прилично велики број.

### Трговина и путеви
Кроз цели средњи век, Златибор је одржавао трговачке везе са Дубровачком републиком. Трговачка размена обављала се у Рујну, месту које се налазило између садашњих села Врутака и Биоске, недалеко од истоименог манастира. Осим руја, који је обилато продаван Дубровчанима, продавао се и катран, неопходан у бродоградњи. Остале тражене сировине за продају биле су стока, вуна, кожа, мед и гуњеви (врста прслука), који су својим квалитетом били познати по читавом Балканском полуострву. Рат између Хабзбуршког и Османског царства крајем XVIII века допринео је окончању дубровачке трговине у овим крајевима.
Старе римске комуникације су у овом крају умногоме биле обновљене, али су изграђени и многи нови путеви. На понеким местима били су поплочани каменом подлогом. Такви путеви зову се калдрме.

### Хајдуци
Читаво време робовања под Турцима Златибор је био одлично хајдучко упориште, јер су га густе борове и јелове шуме чиниле готово непроходним. Нарочито је била чувена Муртеница, јужни део Златибора, где је и преко дана видљивост била веома слаба.
Најистакнутији хајдук у XVIII веку који је са дружином боравио на Златибору био је Костреш Харамбаша. Најчешће се задржавао у Мокрој Гори и оближњем брду Шаргану. Са Турцима је имао честе сукобе, посебно са креманским агом Малопаром, због кога се и одмјетнуо у хајдуке. Малеш паша из Ужица послао је једном приликом војску да ухвате Костреш-Харамбашу. Пошто га нису нашли, Турци су заробили јабланичког кнеза и запалили му кућу, сумњајући да је он сакрио чувеног хајдука. Тада се са дружином појавио Костреш Харамбаша, побио и растерао Турке и ослободио кнеза са породицом. У другом сукобу, у селу Кућанима на југу Златибора, крај реке Увац, Костреш Харамбаша је убио Дурмиш-агу из Новог Пазара. Није се задржавао само у овом крају, већ му је домен кретања био веома широк. Одлазио је чак до Црне Горе и планине Романије, где се састајао са Старином Новаком, са којим је одржавао сталне везе.
На Златибору су још хајдуковали Мијат Томић и харамбаша Календер. За Календера се причало да је имао дружину од триста хајдука, да је убио десет турских паша и био харамбаша седамдесет година. У старости је молио дружину да другог изаберу за харамбашу, али они нису хтели, него су га носили на носилима и он им је заповедао. Почетком XIX века, када су наше земље ослобођене од турске власти, нестало је ових хајдука бранилаца српског народа. Нови хајдуци који су се тада појавили били су разбојници, одметници од власти. Бежали су у шуме и пљачкали пролазнике, углавном трговце. Породица Шуљагића-Шишаковића из села Драглице под Муртеницом генерацијама је традиционално давала те хајдуке који су били велики проблем тадашњим властима (види: Хајдучија на Златибору).

## Златибор у XIX веку

### Златибор у Првом и Другом српском устанку

#### Прилике пред устанак
У другој половини XVIII века Османско царство, а посебно његове пограничне пашалуке, захватали су чести нереди, анархија и одметање појединаца од централне власти (види: Средњовековна хајдучија на Златибору и Хајдучија на Златибору у новом веку). У оквиру припрема за дизање устанка Срби су затражили помоћ од Аустрије. Припремајући се за нови рат, Аустријанци су организовали одличну обавештајну службу која је имала задатак да испита политичке прилике, прикупи податке о турским гарнизонима и изврши војно-географски опис земље. Обавештајци су били веома способни и промућурни људи, а да би се избегло подозрење Турака, облачили су се у српску народну ношњу. Пошто су хајдуци почели касније да их нападају, почели су да путују у пратњи калуђера, обучени као њихове манастирске слуге, наводно да прикупљају милостињу за цркве и манастире. У овом крају 1783. године, податке је сакупљао свештеник Никола Радомировић, али је на подручју Златибора био опљачкан од стране Турака, док је његов пратилац испребијан. Међутим, то га није спречило да на јесен поново прокрстари овим крајем. Друга ухода био је аустријски официр Јован Перетић, који је под именом Максим Крстоножић 1784. године обишао Западну Србију.

#### Почетак устанка
Организатор устанка на Златибору био је Михаило Радовић, чији преци воде порекло из Црне Горе, одакле су се почетком XVIII стољећа доселили у село Равни на источној граници Златибора, где је 1759. године рођен Михаило.
20. јула 1805. године почеле су прве борбе за ослобођење Ужица. Ужички Турци предали су се 2-гог августа 1805-те године. Истакавши се том приликом као добар и храбар борац, Михаило Радовић је одређен за златиборског кнеза. Његов задатак био је да спречава продоре турске војске из Сјенице и Нове Вароши.
Односи између Срба и Турака у Ужицу поново су се погоршале. То је навело Карађорђа да 1807-ме године напусти борбе код Неготина и крене на Ужице. Након тромесечних борби, Турци су предали ужичку тврђаву 12. јула 1807-ме године. Пошто су се Златиборци предвођени Михаилом Радовићем и овај пут истакли у борбама, Правитељствујушчи совјет је Михаила Радовића признао за војводу и доделио му диплому.

#### Борба на Таламбасу
До краја устанка, Златибор је био поприште још неколико борби, од којих је највећа вођена 1809. године у селу Драглици тј њеном засеоку Расници око шанчева на Таламбасу (Расничком пољу), код места Водица. Скопљак паша је са 3000 војника прешао Увац, у намери да се спусти до Чачка и Шумадије и нападне устанике. Да би осујетио турске намере, Милош Обреновић је са 5000 устаника запосео шанчеве у Драглици на Расничком пољу. Пред сам почетак борбе, позвао је све старешине на већање, где је усвојен план Петронија Шиша, златиборског хајдучког старешине. По њему, Шишо је требало да крене напред са својим људима и четири топа, прикрије их у шуми и у одређеном тренутку нападне Турке са бока. У току борбе, Милош Обреновић се одлучио на један ризичан потез, пошао је са својим људима напред пре времена. Ову грешку, која је могла имати веома тешке последице, исправили су Петроније Шишо и Максим Рашковић, један други златиборски старешина, тако што су одмах убацили у борбу своје снаге и знатно допринели победи устаника. Гонећи Турке, који су сада пребегли преко Лима, Петроније Шишо је изгубио 200 људи.

#### Борба на Торнику
Нови сукоб устаника на Златибору био је са вишеградским агом Бубњевићем. Ага Бубњевић је поручио да ће са својим Циганима проћи кроз овај крај на путу за шумадијско ратиште, и чак је и наредио шта све треба да му се спреми. Златиборски устаници су му одговорили да се „од бубња може и добро решето направити“. Ускоро је дошло до борбе подно Торника, у којој је ага Бубњевић претрпио тежак пораз и једва се спасао са малим бројем других Турака.

#### Народна предања
Народне епске песме Златибораца сачувале су успомену на многе борбе у овом крају. Непознати народни песник опјевао је у народној песми „Јован Мићић и Ломигора Јусо“ јунаштво Златиборца Јована Мићића, кад је у Чајетини потукао Турке Ломигоре и тако на себе привукао пажњу. У време устанка, Мићић је био буљубаша код Михаила Радовића и борио се у сенци прослављених устаничких војвода. Касније је постао средишња личност златиборске историје.
Песме говоре и о борби која је вођена 1813. године са Турцима из Новопазарског санџака око шанчева на Боровој глави на Златибору, где су се јунаштвом истакли Михаило Радовић, Стеван Митровић и Стеван Радуловић.

#### У Другом српском устанку
Након слома устанка 1813. године, златиборски устаници склонили су се у густе шуме, а када се ситуација нормализовала, разишли су се својим кућама. Уточиште у златиборским шумама нашао је и Јован Мићић са својим хајдуцима. Михаило Радовић је извесно време пред Други српски устанак провео у тамници ужичког града, дајући на тај начин гаранцију Турцима да се његов народ неће бунити.
На Цвети, 23. априла 1815. године, Милош Обреновић у Такову поново диже српски народ на устанак. Златиборци овај пут прилазе Јовану Мићићу, главном организатору Другог српског устанка на Златибору.
Током Другог устанка није било никаквих борби на територији Златибора, али су Златиборци учествовали у борбама широм тадашње Србије и у непосредној златиборској околини.
Осим Јована Мићића, упамћеног златиборског јунака, и Михаила Радовића, током Другог српског устанка највише се истакао Гаврило Курћуба из Криве Реке. Никола Богдановић из Кремана, Стеван Радуловић, Стеван Јевтовић и Антоније Митровић из Гостиља, Јован и Ђоко Радибратовић из Рожанства, Петар Бајчета из Беле Реке, Иван Томић из Ојковице, Вилотије Ивановић из Криве Реке и Марко Рогић из Биоске, Златиборци су који су одликовани позлаћеним Таковским крстом поводом педесетогодишњице Другог српског устанка.
У селу Дрежник постоји дрво са натписом да је на том месту Гаврило Курћуба убио Ђул-бега који је руководио турском војском. У Кривој Реци једна улица носи његово име. Према причи која иде с колена на колено, српски устаници, кад су на крају остали без муниције, каменицама су отерали Турке.